# Gliosi
La gliosi è un processo di proliferazione di astrociti in aree danneggiate del sistema nervoso centrale. Porta in genere alla formazione di una cicatrice gliale.
Gli astrociti sono cellule gliali relativamente grandi, che assolvono numerose funzioni, inclusa quella di accumularsi lì dove i neuroni sono stati danneggiati. È l'indizio istopatologico più importante dell'avvento di una lesione del sistema nervoso centrale, che vede queste cellule andare incontro a processi di ipertrofia e iperplasia.
Il processo di gliosi nelle cellule di Bergman, nel cervelletto, è associato a danni da anossia ed è caratterizzato dalla morte delle cellule del Purkinje.
Perdita neuronale e gliosi sono presenti, in alcune zone del cervello, in numerose malattie neurodegenerative come la malattia di Alzheimer, la sindrome di Korsakoff, l'atrofia multi-sistemica, encefalopatia da prione, da HIV e possono essere riscontrate nella malattia di Parkinson e nella Sclerosi Multipla.